# Anthony Zinni
Anthony Zinni (né le 17 septembre 1943 à Bryn Mawr) est un général américain et un ancien commandant de United States Central Command. Il fut opposé à l'attaque contre l'Irak en 2003. Il estimait en effet impossible de répondre aux conséquences humanitaires de la guerre sans disposer de troupes nombreuses au sol. Il entra en opposition frontale avec le secrétaire à la Défense, Donald Rumsfeld, auquel il reprocha d'avoir insulté les Alliés (« la vieille Europe ») au lieu de les mobiliser, et d'avoir méprisé les avis des officiers supérieurs.

## Biographie
Il intègre le corps des Marines en 1961. Il est titulaire d'un diplôme de premier cycle en économie (université de Villanova), des diplômes d'études supérieures en relations internationales (université Salve Regina) et en gestion (université du Centre du Michigan). Il a occupé différentes chaires universitaires.  
Pendant sa carrière militaire (39 ans), il a été grièvement blessé pendant la guerre du Viêt Nam. Il a occupé différents postes (de commandement, de négociateur) dans plus de 70 pays. Entre 1997 et 2000, sa dernière affectation, il a été CENTCOM (commandant en chef du Commandement central des États-Unis). Il a reçu 23 récompenses à titre personnel et 37 récompenses d'unité. 
Dans le civil, il a rempli différentes missions d’État comme négociateur (voir ci-dessous) grâce à ses talents et aussi à ses qualités polyglottes. Il a été entre autres postes, président du conseil d'administration de DynCorp International. Il est l'auteur de plusieurs livres sur sa carrière militaire, sur les affaires étrangères, la stratégie,,. 
Dans les années 1990, Zinni déclara que les États-Unis risquaient d'entrer dans une «baie des chèvres» s'ils se reposaient sur les exilés du congrès national irakien pour envahir l'Irak une référence à la baie des Cochons. 
Dans une tribune libre, parue dans le New York Times du 19 mars 2006, il appela Rumsfeld à démissionner. Son geste ouvrit ce que la presse américaine appelle « la révolte des généraux », qui influença la création de la commission Baker-Hamilton, la défaite des républicains aux élections de mi-mandat, et en définitive l'éviction de Rumsfeld. 
George W. Bush l'écarta en le nommant envoyé spécial des États-Unis pour le conflit israélo-palestinien.
En 2019, il est envoyé du département d’État de l'Administration Trump dans le Golfe et démissionne à la suite d'un échec dans une médiation américaine pour un différend entre le Qatar et un bloc d’États arabes dirigé par l'Arabie saoudite,.

## Principales décorations
Purple Heart (US)
 Bronze Star Medal (US)
 Defense Distinguished Service Medal (US)
 Defense superior Service Medal (US)
 Navy Distinguished Service Medal (US)
 Legion of Merit Légionnaire (US)
 Commandeur de l'ordre national du Mérite (Fr)
 Commandeur de l'ordre du Mérite de la République italienne‎ (It)